# Technisch Instituut Sint-Vincentius
Het Technisch Instituut Sint-Vincentius (afgekort tot SiVi) is gelegen aan Spinneschoolstraat 10 in Torhout, België. De school is onderdeel van de Scholengroep Sint-Rembert vzw.
Tussen 1788 en 1797 werd de locatie als "spinneschool" of armenschool gebruikt door zusters van het Torhouts Hospitaal. De school werd door de Franse overheid korte tijd gesloten, maar heropende in 1802. In 1837 werd het schoolgebouw uitgebreid. Midden 19e eeuw omvatte de school niet alleen de oorspronkelijke spinneschool (die zich tot kantwerkschool ontwikkelde), maar ook een Franse school en een kostschool. Alleen meisjes werden toegelaten.
In de 19e werd de school geëxploiteerd door een congregatie van 'Zusters van de Heilige Vincentius a Paulo in Torhout'. Zij vernoemde het gebouw naar hun ordestichter Vincentius a Paulo.
Tijdens de Eerste Wereldoorlog werden de schoolgebouwen gevorderd door zowel het Belgische als het Duitse leger. Omdat de school veel schade opliep door luchtaanvallen, werd het complex in 1922 opnieuw opgebouwd. De opleiding bestond uit een meisjesschool, kostschool en bewaarschool, en werd in 1929 uitgebreid met een huishoudschool. De kantwerkschool werd in 1933 opgeheven.
In mei 1940 brak de Tweede Wereldoorlog uit en liepen de gebouwen schade op door brandbommen. Deze schade is in 1948 weer hersteld. In de decennia hierna wordt de school meermalen uitgebreid en worden oudere delen vervangen door nieuwbouw.
Het uitbreiden van de scholen zorgde voor de latere totstandkoming van de Scholengroep Sint-Rembert. In 1955 werden de technische school en de leerwerkschool omgezet tot het Technisch Instituut Sint-Vincentius hiervoor werd een aparte VZW opgericht waar het Technisch Instituut Sint-Vincentius deel van uitmaakte.
In 1972 stapten alle katholieke secundaire scholen van de regio over naar het VSO, later type I genoemd. Een uitbreiding van het onderwijsaanbod in het algemeen, technisch en beroepsonderwijs vond plaats. 
Vanaf 1 september 1992 was het Torhoutse katholiek secundair onderwijs officieel gemengd. De ASO-populatie in SIVI werd in deze context duidelijk te klein, een herstructurering was noodzakelijk.De twee inrichtende machten katholiek secundair onderwijs in Torhout (Sint-Jozefsinstituut en Sint-Vincentius) verbonden zich door een samenwerking in 1996, waarbij op 23 mei 1996 de nieuwe naam Scholengroep Sint-Rembert ontstond. De volledige scholengroep werd ondergebracht in de nieuwe VZW. 
In september 2000 gingen de secundaire centrumscholen over tot de organisatie van één gemeenschappelijke eerste graad. Naast de ene globale Middenschool Sint-Rembert (administratief drie scholen), één ASO-bovenbouw (tweede en derde graad) met name het Sint-Jozefsinstituut-College (administratief twee scholen) en ten slotte drie TSO/BSO-bovenbouwen: het Vrij Technisch Instituut, het Vrij Land- en Tuinbouwinstituut en het Technisch Instituut Sint-Vincentius. 
Hierdoor vormde het Sint-Vincentiusinstituut ASO vanaf 1 september 2001 een pedagogisch geheel met het Sint-Jozefsinstituut-College.